# Émile Gaudreault
Pour les articles homonymes, voir Gaudreault.
Émile Gaudreault, né le 6 mars 1964 à Sainte-Foy au Québec, est un réalisateur, auteur, scénariste et producteur québécois. Depuis 1994, il réalise, scénarise et produit des longs métrages ainsi que des épisodes de séries télévisées. Plusieurs de ses films ont obtenu des prix au Québec et au Canada et ont fait l'objet d'adaptation aux États-Unis ou en France.

## Biographie
Émile Gaudreault est né à Sainte-Foy, d'une mère enseignante et d'un père qui enseignait la théologie. Durant son enfance, il déménage dans la région du Saguenay-Lac-Saint-Jean, tout d'abord à Lac-à-la-Croix, puis à Alma et finalement à Jonquière, où il étudie, en 1985, l’art et la technologie des médias au Cégep et en réalisant un stage d'initiation à la réalisation cinématographique. 

## Carrière au cinéma
Émile Gaudreault a fait ses débuts comme auteur et également sur scène, dans les spectacles d’humour du Groupe Sanguin au Cégep de Jonquière. Le Groupe Sanguin est composé de Dominique Lévesque, Dany Turcotte, Émile Gaudreault, Marie-Lise Pilote et Bernard Vandal.  
Au cinéma, il a coécrit la comédie Louis 19, le roi des ondes, qui a obtenu en 1994, le plus important box-office canadien, en plus de faire l’objet d’un remake américain sous le titre de Edtv, réalisé par Ron Howard (Apollo 13, A Beautiful Mind, Da Vinci Code). 
En 2001, il passe à la réalisation de son premier long métrage, Nuit de noces, une autre comédie à succès qui s’est méritée la Bobine d'or (Prix Génie) du film canadien ayant récolté le plus de recettes. 
Par la suite, il coscénarise et réalise Mambo Italiano, sorti en salles dans 30 pays. Le film traite du coming out de l'homosexualité dans la communauté italienne. 
En 2007, il réalise Comment survivre à sa mère (Surviving My Mother), prix du film canadien le plus populaire lors du Festival des films du monde de Montréal. Le film met en scène des personnages qui ont des squelettes dans le placard. Au travers de l'univers des secrets de famille (et de la honte), le long métrage est construit autour de la relation mère-fille.
En 2009, Émile Gaudreault réalise et coscénarise son 4e film intitulé De père en flic qui obtient un bon succès tant critique que populaire. Le long métrage se voit décerner deux récompenses : celui du Prix Jutra du billet d'or (renommée Billet d'or Cineplex en 2011) et Bobine d'or (Prix Génie) pour celui ayant obtenu le plus de recettes au Québec et au Canada cette année-là, avec 10,5 millions de dollars de recettes. 
En 2011 et 2016, le réalisateur et scénariste québécois signe trois films : Le sens de l’humour en 2011, Le Vrai du faux en 2014, puis Père fils thérapie !, un remake tourné en France regroupant un casting français. Dans son 6e long métrage Le Vrai du faux, Gaudreault propose une adaptation de la pièce de théâtre Au champ de Mars de son ami Pierre-Michel Tremblay, sur le thème du syndrome post-traumatique chez les militaires.  
En 2017, il revient avec De père en flic 2, qui obtient le Prix Écran d’or (anciennement Bobine d’or jusqu'en 2015), pour le film ayant obtenu le plus de recettes au Canada. La même année, Émile Gaudreault crée sa compagnie Les films du lac qui sera partenaire pour la production des films Menteur et Lignes de fuite, longs-métrages dont il assure aussi la co-scénarisation et la co-production pour le second.
En 2018, il reçoit la Bobine d’or pour l’ensemble de son œuvre, remise par l’Association des propriétaires de cinémas du Québec. 
Son dernier long-métrage Menteur sort à l’été 2019 et est nommé par le magazine Playback “Film canadien de l’année”. En franchissant le cap des 30 millions de $ de recette au box-office grâce à la sortie de Menteur, du jamais vu au Québec, Gaudreault montre que son style cinématographique plaît au public québécois.   
En 2021, les producteurs du film Denise Robert et Émile Gaudreault annoncent qu'une adaptation sortira en France réalisée par le réalisateur français Olivier Baroux (Les Tuche, Entre amis).

## Filmographie

### Comme scénariste
- 1994 : Louis 19, le roi des ondes (titre étranger : Reality Show)
- 1999 : EdTV (crédité seulement parce qu'il s'agit d'un remake américain de Louis 19)
- 1999 : Un gars, une fille (TV) (au moins une partie de la saison 3)
- 2001 : Nuit de noces
- 2003 : Mambo Italiano
- 2005 : Idole instantanée
- 2009 : De père en flic
- 2011 : Le Sens de l'humour
- 2014 : Le Vrai du faux
- 2017 : De père en flic 2
- 2019 : Menteur
- 2022 : Lignes de fuite (coscénarisé avec Catherine Chabot)
- 2025 : Menteuse

### Comme réalisateur
- 2001 : Nuit de noces
- 2003 : Mambo Italiano
- 2007 : Comment survivre à ma mère
- 2009 : De père en flic
- 2011 : Le Sens de l'humour
- 2014 : Le Vrai du faux
- 2016 : Père fils thérapie !
- 2017 : De père en flic 2
- 2019 : Menteur
- 2025 : Menteuse

### Comme producteur
- 2019 : Menteur (co-production avec Denise Robert)
- 2022 : Lignes de fuite (co-production avec Denise Robert)
- 2025 : Menteuse

### Prix et récompenses
- 2020 : Menteur, prix : Écran d'or pour un long métrage Gala / Festival : Prix Écrans canadiens
- 2020 : Personnalité de l'année - Culture Gala / Festival : La Presse
- 2018 : Pour l'ensemble de son œuvre, prix : Bobine d'or (Association des propriétaires de cinémas du Québec)  Gala / Festival
- 2017:  De père en flic 2 prix: Prix écran d'or, (anciennement Bobine d'or) pour un long métrage Gala / Festival: Prix Écrans canadiens
- 2010 : De père en flic !  prix : Bobine d'or (film canadien qui a rapporté le plus au box-office) Gala / Festival : Genie
- 2010 : De père en flic ! prix : Billet d'or (film québécois avec le plus d'entrées en salle au Québec) Gala / Festival : Jutra
- 2007 : Surviving my mother, prix : Film canadien le plus populaire Gala / Festival : Festival des Films du Monde de Montréal
- 2002 : Nuit de noces, prix : Bobine d'or (Association des propriétaires de cinémas du Québec)  Gala / Festival
- 1994 : Louis 19, Le Roi des Ondes, prix : Meilleur scénario Gala / Festival : International Film Festival of Vancouver
- 1994 : Louis 19, Le Roi des Ondes, prix : Bobine d'or (film canadien qui a rapporté le plus au box-office) Gala / Festival : Genie
- 1992 : Marie-Lise Pilote, prix : Meilleur spectacle d'humour Gala / Festival : Félix
- 1992 : Le Groupe Sanguin en spectacle, Billet Platine de l'ADISQ (certifiant cent mille billets vendus) Gala / Festival : ADISQ
- 1992 : Prise 2, prix : Billet Platine de l'ADISQ (certifiant cent mille billets vendus) Gala / Festival: ADISQ